# Gymnasium und Fachmittelschule Thun
Das Gymnasium Thun mit Fachmittelschule (FMS) ist eine staatliche Schule des Kantons Bern und befindet sich an zwei Standorten in der Schweizer Stadt Thun.

## Geschichte
Gegründet wurde das Gymnasium Thun 1953 als Erweiterung des Bildungsangebotes für die jungen Menschen im Berner Oberland, die bis dahin meist das Gymnasium Burgdorf besuchten. Erster Rektor war Erich Studer, der in der Folge auch das Gymnasium Interlaken leitete. Das Gymnasium Thun bezog den Schulraum im obersten Stock des Progymnasiums an der Pestalozzistrasse und bot die drei Typen A (Altgriechisch und Latein), B (Latein) und C (Mathematik) an. 1978 wurde der Neubau an der Seestrasse bezogen und 1979 gab es neu drei Parallelklassen. 1980 wurde das Gymnasium mit einer Handelsmittelschule ergänzt, die nach Namensänderungen zur Wirtschaftsmittelschule bis ins Jahr 2021 das Bildungsangebot erweiterte.
Auf Erich Studer folgten als Rektoren Herrmann Buchs, Peter Jaggi und Hans-Ulrich Ruchti. Seit 2020 amtet Marius Gränicher als Rektor.
Im Sommer 2014 fusionierten die Gymnasien Thun Seefeld und Thun Schadau zum Gymnasium Thun mit zwei Standorten, nachdem die Zusammenlegung durch den Grossen Rat des Kantons Bern im November 2013 beschlossen worden war. Beide Vorgängerschulen blicken auf eine reiche Geschichte zurück. Eine Gemeinsamkeit war die Pionierleistung in der Einführung des bilingualen Unterrichts im Hinblick auf die zweisprachige Maturität (in Englisch und Französisch, neu auch in Italienisch) Ende der 1990er Jahre.
Im Jahr 2017 entschied sich die Schule, den Unterricht versuchsweise in digitaler Form durchzuführen.

## Bildungsangebot
Ein Ausbildungsgang führt zur gymnasialen Matura, an der FMS kann die Fachmaturität in den Berufsfeldern Gesundheit, Soziales und Pädagogik erlangt werden. Bis 2022 wurde zudem ein Ausbildungsgang der WMS geführt. Die Mittelschule ist als UNESCO-Projektschule anerkannt. Ungefähr 1200 Schüler aus dem Einzugsgebiet des Berner Oberlands und Aaretals machen hier ihre Ausbildung und werden durch rund 160 Lehrpersonen unterrichtet (Stand 2023). Das Gymnasium Thun bietet Grundlagen-, Schwerpunkt- und Ergänzungsfächer an, die analytisches Denken, das Verstehen von sozialen Zusammenhängen, die Fähigkeit zur Empathie und Kreativität gleichermassen fördern.
Als Grundlagenfach dritter Sprache können Englisch, Latein und Italienisch gewählt werden. Zudem wird eine zweisprachige Maturitätsausbildung in Deutsch/Englisch, Deutsch/Französisch, Deutsch/Italienisch angeboten, sowie eine Begabtenförderung im Bereich Sport oder Kunst.
Neben der Förderung des bilingualen Unterrichts charakterisiert sich die Schule durch drei weitere Profile: MINT (Förderung von MINT-Projekten), kultun (Förderung künstlerisch-kultureller Tätigkeiten und Veranstaltungen) und UNESCO (Förderung sozialer, politischer, ökologischer und ethischer Bildung).
Am Gymnasium Thun finden regelmässig Konzerte, MINT-Veranstaltungen, Theateraufführungen, Cafés Philosophiques, Podien, Lesungen, Ausstellungen sowie Sportveranstaltungen statt.

## Bekannte Absolventen und Lehrkräfte
- Harold Baumann, Naturwissenschaftler und Autor
- Kathrin Bertschy, Nationalrätin (GLP)
- Ruth Bietenhard, Autorin und Gymnasiallehrerin
- Bernhard Bischoff, Kunsthistoriker, Galerist, Kunsthändler
- Paul Freiburghaus, Kunstpädagoge, Maler, Radierer
- Vital Julian Frey, Cembalist
- Tanja Frieden, Snowboarderin und Olympiasiegerin
- Reeto von Gunten, Schriftsteller und Radiomoderator
- Bettina Gugger, Schriftstellerin und Poetry-Slammerin
- Stefan Haenni, Kunstpädagoge, Maler und Krimiautor
- Fritz-Peter Hager, Hochschullehrer für historisch-systematische Pädagogik
- Ueli Kestenholz, Snowboarder und Extremsportler
- Raphael Lanz, Politiker (SVP), Jurist und Thuner Stadtpräsident
- Arthur Loosli, Kunstpädagoge, Sänger, Radierer
- Eve-Claudine Lorétan, alias COCO, Model
- Peter Maurer, Diplomat, Präsident des Internationalen Komitees vom Roten Kreuz
- Werner Munter, Bergführer und Lawinenexperte
- Albert Rösti, Politiker (SVP), Bundesrat
- Regula Rytz,  Politikerin (Grüne Partei)
- Christoph Simon, Schriftsteller und Slam-Poet
- Gottfried Tritten, Maler und Kunstpädagoge
- Thomas Zurbuchen, Astrophysiker, Wissenschaftsdirektor der NASA